# Helmut Schmidt
Helmut Heinrich Waldemar Schmidt, nemški politik, * 23. december 1918, Hamburg, Weimarska republika, † 10. november 2015, Hamburg, Nemčija.
Bil je član Socialdemokratske stranke Nemčije (SPD). Med letoma 1974 in 1982 je bil kancler Zvezne republike Nemčije (Zahodne Nemčije)
Preden je postal kancler, je bil minister za obrambo (1969–1972) in minister za finance (1972–1974). V zadnji vlogi je pridobil zasluge za svoje finančne politike. Kratek čas je bil tudi ekonomski minister in vršilec dolžnosti zunanjega ministra. 
Kot kancler se je osredotočil na mednarodne zadeve, iskal je »politično poenotenje Evrope v partnerstvu z ZDA« in izdal predloge, ki so leta 1979 privedli do odločitve NATO pakta o namestitvi ameriških raket Pershing II v Evropo. Bil je energičen diplomat, ki si je prizadeval za evropsko sodelovanje in mednarodno gospodarsko usklajevanje in je bil vodilna sila pri ustvarjanju evropskega monetarnega sistema leta 1978. Ponovno je bil izvoljen za kanclerja v letih 1976 in 1980, vendar je njegova koalicija leta 1982 razpadla z zamenjavo njegovih koalicijskih zaveznikov, Svobodne demokratske stranke.
Iz parlamenta se je upokojil leta 1986, potem ko se je spopadel z levo politiko SPD-ja, ki mu je nasprotovalo pri obrambnih in gospodarskih vprašanjih. Leta 1986 je bil vodilni zagovornik evropske monetarne unije in Evropske centralne banke.